# Classe Balilla
Pour les articles homonymes, voir Balilla.
La classe Balilla a été la première classe à être construite pour la Marine royale italienne (en italien : Regia Marina) après la fin de la Première Guerre mondiale. Il s'agissait de grands sous-marins de croisière océanique conçus pour opérer dans l'océan Indien et basés dans les colonies italiennes d'Afrique de l'Est. La conception était à double coque et basée sur les U-boote allemands de type UE II, dont l'un, l'U-120, a été fourni aux Italiens comme réparation de guerre. Un moteur diesel auxiliaire de 425 chevaux (317 kW) a été installé comme générateur supplémentaire.
Pendant la guerre, les sous-marins ont été basés en Méditerranée en 1940, mais se sont avérés trop grands pour être des sous-marins de patrouille efficaces. Leur seul succès est le naufrage du sous-marin britannique HMS Triad (N53) par le Enrico Toti le 15 octobre 1940. Après 1941, ils ont été utilisés comme sous-marins de transport pour approvisionner les forces italiennes en Afrique du Nord. Les sous-marins survivants ont été mis à la ferraille après la guerre.
Un sous-marin, le Humaytá, a été construit pour la marine brésilienne selon une conception modifiée.

## Conception
La conception de la classe Ballila consistait en une solide double coque qui donnait aux navires une profondeur de plongée maximale de 110 m (350 pieds), bien que le Domenico Millelire ait atteint 122 m (400 pieds) lors d'essais. Les sous-marins ont déplacé 1 427 tonnes en surface et 1 874 tonnes en plongée. Ils mesuraient 86,5 m de long, avaient une largeur de 7,8 m et un tirant d'eau de 4,7 m. Les sous-marins étaient considérés comme ayant une faible stabilité.
Les sous-marins étaient propulsés par deux moteurs diesel Fiat pour la navigation de surface et deux moteurs électriques Savigliano pour l'entraînement de deux arbres en immersion. Ces derniers produisaient respectivement 4 900 ch (3 700 kW) et 2 200 ch (1 600 kW). Le second moteur diesel était destiné à des usages auxiliaires et à la recharge des batteries, ce qui était une nouveauté au moment de la construction des sous-marins. Les sous-marins ont ainsi atteint une vitesse de 16 nœuds (30 km/h) en surface et de 7 nœuds (13 km/h) en immersion. Cependant, la conception initiale prévoyait la possibilité d'atteindre une vitesse de 17,5 nœuds (32,4 km/h) en surface et de 8,9 nœuds (16,5 km/h) en immersion. Les sous-marins de la classe Ballila avaient un rayon d'action de 13 000 nautiques (24 000 km) à 10 noeuds (19 km/h).
La classe Ballila était armée de six tubes lance-torpilles de 533 mm (21 pouces), dont quatre situés à l'avant et deux à l'arrière. Les sous-marins embarquaient 16 torpilles, avec deux recharges pour chaque tube d'étrave et une recharge pour chaque tube au cul du sous-marin.
La classe était également armée d'un canon de pont de 120 mm (5 pouces)/de calibre 27, modèle 1924, qui était placé dans un support blindé dans la partie avant du kiosque. En 1934, la classe a subi un réaménagement qui a permis de transformer le modèle du canon par un de 120 mm (5 pouces) de calibre 45. Les navires ont également reçu deux mitrailleuses de 13,2 mm (0,52 in) montées en deux affûts simples,.

### Sous-classe Humaytá
Le Humaytá a été commandé par la marine brésilienne en tant que sous-marin de plongée profonde. Les modifications apportées à la conception standard de la classe Ballila comprennent le placement des moteurs diesel et électriques plus en avant, la modification de l'étrave et une répartition différente des ballasts dans tout le sous-marin. Le sous-marin était plus long pour une longueur totale de 87 m avec un tirant d'eau plus faible, 4 m. Le navire a déplacé 1 390 tonnes en surface et 1 884 tonnes en plongée.
Le sous-marin était propulsé par deux diesels Ansaldo dont un moteur électrique développant respectivement 4 900 ch (3 700 kW) et 900 ch (670 kW). Le navire a ainsi atteint une vitesse de 18,5 noeuds (34,3 km/h) en surface et de 9,5 noeuds (17,6 km/h) en immersion.
Le Humaytá se distingue également par son armement. Le sous-marin était équipé de six tubes torpilles de 533 mm (21 pouces) dont quatre à l'avant et deux à l'arrière. Cependant, le navire n'avait qu'un canon de pont de 4 pouces (102 mm) et embarquait 16 mines.

## Navires
Tous les navires ont été construits par Odero-Terni-Orlando (OTO) à Muggiano, commune de Lerici à La Spezia. Le Humaytá est une version modifiée de ce modèle construit pour la marine brésilienne en 1927. Le navire a été mis hors service en 1950.
| Navire             | Lancé             | Destin                                                              |        |
| Italie             | Italie            | Italie                                                              | Italie |
| ------------------ | ----------------- | ------------------------------------------------------------------- | ------ |
| Balilla            | 20 février 1927   | Transformé en barge et démantelé en 1946                            |        |
| Domenico Millelire | 19 septembre 1927 | Transformé en dépôt de latex et utilisé par Pirelli jusqu'en 1977   |        |
| Antonio Sciesa     | 12 août 1928      | Endommagé en septembre 1942 à Benghazi, sabordé le 12 novembre 1942 |        |
| Enrico Toti        | 14 avril 1928     | Utilisé comme ponton et démantelé en 1946                           |        |
| Brésil             |                   |                                                                     |        |
| Humaytá            | 11 juin 1927      | Mis au rebut                                                        |        |

## Unité

### Antonio Sciesa
En 1933, le Antonio Sciesa a réalisé le tour de l'Afrique avec le Toti. Il a participé sans succès à la guerre civile d'Espagne, en novembre 1936.
Pendant la Seconde Guerre mondiale, de juin à décembre 1940, il a effectué 4 missions offensives, sans résultat, et 2 missions de transfert. Désarmé de mars 1941 à mai 1942, il est remis en service pour être employé dans des missions de transport: il en effectue 6, transportant au total 369 tonnes de matériel.
Le 6 novembre 1942, il est mis hors de combat par une attaque aérienne à Benghazi, perdant 23 hommes. L'épave s'est autodétruite six jours plus tard lorsque la ville a été abandonnée.

### Balilla
En 1933, avec le Millelire, il a traversé l'Atlantique pour soutenir la traversée aérienne Rome-Chicago (en italien : Crociera Aerea del Decennale) (ou Croisière Aérienne Décennale). En 1936, il participe à la guerre civile d'Espagne, sans résultat.
Vieux et usé, il n'a accompli au début de la Seconde Guerre mondiale que trois missions offensives infructueuses.
Destiné à l'école de sous-marins de Pula après août 1940, il a servi pour cette école jusqu'au 28 avril 1941, date à laquelle il a été désarmé.
Transformé en camion-citerne à carburant sous la dénomination GR.247, il a été désaffecté en 1946 et mis au rebut après la guerre.

### Domenico Millelire
En 1933, avec le Balilla, il a traversé l'Atlantique pour soutenir la Croisière Aérienne Décennale. En 1936, il a participé sans succès à la guerre civile d'Espagne.
Au début de la Seconde Guerre mondiale, obsolète, il a effectué un total de 11 missions de guerre, couvrant environ 5 000 milles nautiques (9 300 km).
Affecté en 1941 à l'école de sous-marins de Pula, il a assuré les activités de formation de l'école jusqu'au 15 avril 1941, date de son déclassement.
Converti en pétrolier et ponton de chargement avec la marque GR.248, à la fin de la guerre, il a été retrouvé coulé à Palerme.
Récupéré et désaffecté en 1946, il a servi d'entrepôt de latex à Pirelli jusqu'en 1977, date à laquelle il a été mis au rebut.

### Enrico Toti
En 1933, il a fait le tour de l'Afrique avec le Sciesa. Trois ans plus tard, il participe à la guerre civile d'Espagne sans succès.
Au début de la Seconde Guerre mondiale, dépassée, il n'a effectué que trois missions offensives ; dans l'une d'entre elles, le 15 octobre 1940, il a coulé, après un violent combat, le sous-marin britannique HMS Triad (N53).
De mars à juin 1942, il a effectué 93 missions d'entraînement pour le compte de l'Ecole de sous-marins de Pula.
De juin 1942 à avril 1943, il est employé dans le transport de fournitures, effectuant quatre missions de ce type pour un total de 194 tonnes de matériel transporté.
Il a été utilisé comme ponton de chargement jusqu'au 18 octobre 1946, date de son annulation, suivie de sa démolition.

## Source de la traduction
- (it) Cet article est partiellement ou en totalité issu de l’article de Wikipédia en italien intitulé « Classe Balilla » (voir la liste des auteurs).